# Feels like Home
Feels like Home è il secondo album in studio della cantautrice statunitense Norah Jones, pubblicato il 10 febbraio 2004 dalla Blue Note Records.
L'album riconferma la cantante a livello musicale e commerciale, ottenendo 2 Grammy e vendendo circa 13 milioni di copie in tutto il mondo.

## Tracce
1. "Sunrise" (Lee Alexander, Jones) – 3:21
2. "What Am I to You?" (Jones) – 3:30
3. "Those Sweet Words" (Alexander, Richard Julian) – 3:23
4. "Carnival Town" (Alexander, Jones) – 3:12
5. "In the Morning" (Adam Levy) – 4:07
6. "Be Here to Love Me" (Townes Van Zandt) – 3:29
7. "Creepin' In" (Alexander) (featuring vocals by Dolly Parton) – 3:04
8. "Toes" (Alexander, Jones) – 3:46
9. "Humble Me" (Kevin Briet) – 4:37
10. "Above Ground" (Andrew Borger, Daru Oda) – 3:44
11. "The Long Way Home" (Kathleen Brennan, Tom Waits) – 3:13
12. "The Prettiest Thing" (Alexander, Jones, Julian) – 3:52
13. "Don't Miss You at All" (Duke Ellington, Jones) – 3:08
14. "Sleepless Nights" (Deluxe Edition bonus track)
15. "Moon Song" (Deluxe Edition bonus track)
16. "I Turned Your Picture To The Wall" (Deluxe Edition bonus track)

### Deluxe Edition (CD e DVD)
1. "In the Morning" (live) (DVD)
2. "She" (live) (DVD)
3. "Long Way Home" (live) (DVD)
4. "Creepin' In" (live) (DVD)
5. "Sunrise" (music video) (DVD)
6. "What Am I to You?" (music video) (DVD)
7. Interview with Norah (DVD)